# ジャック・ズレンシック
- ジャック・ズドレンシック
- ジャック・ジドレンシック

ジャック・ズレンシック（John A. “Jack” Zduriencik,1951年1月11日 - ）はMLB・シアトル・マリナーズの元ゼネラルマネージャー（GM）。元野球選手。アメリカ合衆国・ペンシルベニア州ニューカッスル出身。

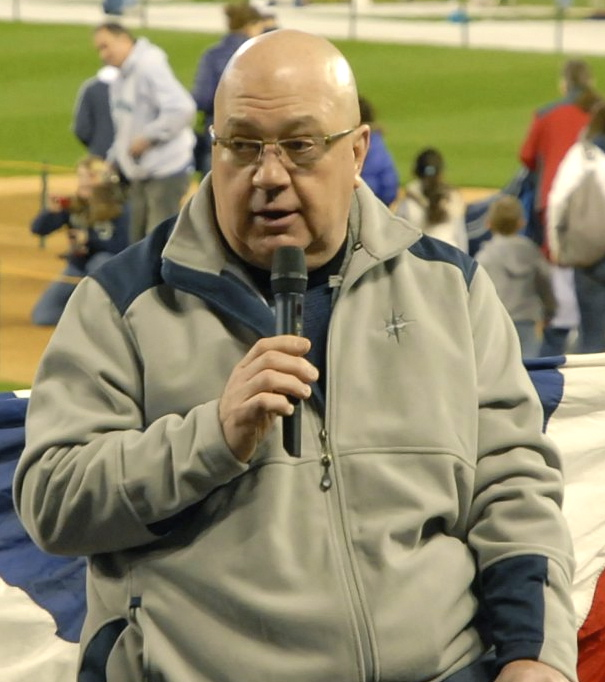
2011年

## 経歴

### GM就任まで
1973年にシカゴ・ホワイトソックスに入団。二塁手としてマイナーリーグで2年間プレーしたが、通算打率は.140と振るわず、22歳で現役を引退。その後、1982年まで大学や高校で野球とアメフトの指導者としての活動を行う。
1983年にニューヨーク・メッツのスカウトに就任。1991年にピッツバーグ・パイレーツに移り、1993年までスカウト部長を務めた。1994年には再びメッツに戻り、マイナーリーグ担当部長、GM特別補佐などを歴任。1998年にはロサンゼルス・ドジャースの国際スカウト部長に就任した。翌年からはミルウォーキー・ブルワーズのスカウト部長に就任。2006年から2008年まではGM特別補佐も務めた。ブルワーズ時代にはプリンス・フィルダー、J・J・ハーディ、ライアン・ブラウン、コーリー・ハート、リッキー・ウィークスらを発掘し、2008年に26年ぶりのプレーオフ進出を果たしたチームの土台を作り上げた。

### マリナーズGM
2008年10月、解任されたビル・バベシ前GMの後任としてシアトル・マリナーズのGMに就任。同年61勝101敗で地区最下位に沈んだチームの再建に着手する。
ズレンシックは投手有利の本拠地セーフコ・フィールドを考慮し、大砲獲得よりも機動力を重視した“つなぎの野球”を標榜するとともに、メジャーリーグでも屈指の守備力を誇るフランクリン・グティエレス、ジャック・ウィルソンを獲得するなど、守備重視の姿勢を鮮明にした。2009年のマリナーズはリーグ1位のチーム防御率を記録した投手陣の奮闘もあり、前年から24勝上積みの85勝77敗と健闘した。
2009年のオフは、バベシ前GMが大型契約を結んでいた城島健司、エイドリアン・ベルトレ、ミゲル・バティスタ、ジャロッド・ウォッシュバーンらが相次いで退団。ズレンシックは豊富な余剰資金を元に30球団で最も積極的な補強を行い、トレードでフィリーズからサイ・ヤング賞左腕のクリフ・リーを獲得。更に、同地区のライバル球団エンゼルスからショーン・フィギンズを4年3600万ドルで獲得した。現有戦力の引き留めにも力を入れ、エースのフェリックス・ヘルナンデスと5年7800万ドル、フランクリン・グティエレスと4年2050万ドル、ジャック・ウィルソンと2年1000万ドルで契約を延長、ケン・グリフィー・ジュニア、エリック・ベダードとも安価での再契約を行った。ラッセル・ブラニアンの退団で宙に浮いていた一塁のポジションには、打力こそ劣るが堅守のケイシー・コッチマンをレッドソックスから獲得した。また、7月にパイレーツへ放出したジェフ・クレメント（2005年全体3位）に続いて、バベシGM時代のドラフト1巡目選手であるブランドン・モロー（2006年全体5位）とフィリップ・オーモン（2007年全体11位）を相次いで他球団に放出した。

## 人物
California University of Pennsylvaniaで教育学の学士号、Austin Peay State Universityで体育学の修士号を取得している。
家族は妻と娘1人。